# Augustus Pope
Augustus Pope (Estados Unidos, 29 de noviembre de 1898-1953) fue un atleta estadounidense, especialista en la prueba de lanzamiento de disco en la que llegó a ser medallista de bronce olímpico en 1920.

## Carrera deportiva
En los JJ. OO. de Amberes 1920 ganó la medalla de bronce en el lanzamiento de disco, llegando hasta los 42.13 metros, siendo superado por los finlandeses Elmer Niklander y Armas Taipale (plata con 44.19 metros).